# Sat-over-IP-Technik
Die Sat-over-IP-Technik (auch DVB-via-IP, kurz Sat-IP, SAT>IP, SAT2IP, SAT-to-IP, SAT-2-IP) beschreibt ein Protokoll und eine IP-basierte Architektur für den Empfang und die Verteilung von digitalen Satelliten-Signalen über ein lokales Netz. Es ist eine Alternative zur bisherigen HF-basierten gebäudeinternen Zwischenfrequenz-Verteilung von DVB-S(2)-Signalen mittels Koaxialkabeln.

## Technik

### Einleitung
Bei einem SAT>IP -System werden DVB-S- oder DVB-S2-Signale konvertiert und in IP-Pakete gekapselt, um dann über ein beliebiges IP-Netzwerk wie normales IPTV verteilt werden zu können.
Herkömmliche Satelliten-TV-Empfangsanlagen setzen die empfangenen Satelliten-Übertragungen auf eine Zwischenfrequenz (ZF) für die Verteilung über Koaxialkabel um, damit diese HF-Signale direkt oder mit Multischaltern an den Satelliten-Empfänger und Set-Top-Boxen empfangen werden können.
SAT>IP kann digitale Satellitenfernsehsignale, die ein LNB oder Multischalter zur Verfügung stellt, direkt in IP-Signale umsetzen und gleichzeitig an ein bestehendes Datennetz weitergeben. Es ermöglicht so Nutzung der digitalen Satelliten-Signale auf Multimedia-IP-Geräten. Ein Vorteil dieser Technik ist, dass man für die Verbreitung von Satelliten-Signalen ein bestehendes IP-Netzwerk verwenden und gleichzeitig auf die Errichtung eines zusätzlichen Koaxialkabelnetzes zum Satelliten-Empfang verzichten kann.
SES S.A. stellte SAT>IP auf der fünften jährlichen „SES Industry Days“-Konferenz vor. Die ersten Geräte, die das SAT>IP -Protokoll implementieren, wurden 2012 vorgestellt. Jedes beliebige IP-fähige Multimedia-Gerät kann dann als Satelliten-IP-Empfänger verwendet werden. SAT>IP richtet sich insbesondere an Satelliten-TV-Verteilung im eigenen Haus, kann aber bei großen Mehrfamilienhäusern und Gemeinschaftsempfangssystemen, oder falls IP-Netzwerke bereits vorhanden sind, angewendet werden.
Mehrere SAT>IP -Server und -Clients können auf demselben Netzwerk auch gemeinsam für free-to-air und für verschlüsselte Pay-TV-Übertragungen betrieben werden.
Das SAT>IP -Protokoll wurde gemeinsam von dem SAT>IP -Projektpartner, dem Satelliten-Betreiber SES S.A., dem britischen Sender BSkyB sowie weiteren Unternehmen entwickelt. Es ist beabsichtigt, das SAT>IP -Projekt international zu standardisieren.
Ein Prototyp und erster zertifizierter SAT>IP -Konverter wurde von Inverto Digital Labs, einer in Luxemburg ansässigen Set-Top-Box- und Software-Firma, entwickelt.
Die benötigte Datenrate beträgt laut Telestar etwa 30 Mbit/s pro HD-Stream und 10 Mbit/s pro SD-Stream.
Das unter Linux laufende Programm VDR („Video Disk Recorder“) ist mit dem SAT>IP -Protokoll kompatibel, dazu ist das Plugin vdr-plugin-satip notwendig.

### SAT>IP-Server
Im SAT>IP -Server befinden sich ein HF-Tuner und HF-Demodulator, die in herkömmlichen Satellitenanlagen Teil des Receivers sind. Der Server stellt diese als gemeinsame Ressource dem IP-Netz bereit. Er setzt die Satelliten-TV-Signale auf IP ohne eine Transkodierung um; jeder HF-Tuner/-Demodulator des Servers liefert also einen MPEG-Transportstrom eines Satellitentransponders; dieser Datenstrom kann an einen oder mehrere SAT>IP -Clients geschickt werden („Unicast“ oder „Multicast“). Viele Server beinhalten mehrere HF-Tuner/-Demodulatoren, um mehrere Programme (aus verschiedenen Transpondern) gleichzeitig ausliefern zu können.
Der Server kann in Form einer Master-Set-Top-Box (auch als Zusatz zum herkömmlichen Empfängerbetrieb) beim Fernseher stehen oder in einer Verteilereinrichtung (analog zu einem HF-Multischalter) nahe der Antenne oder auch an der Antenne im LNB als sogenannter „IP-LNB“ angebracht sein.

### SAT>IP-Protokoll
Umgewandelt auf IP, können die Satelliten-TV-Signale über jedes IP-Netzwerk verteilt werden. Das SAT>IP -Protokoll soll herstellerunabhängig sein und wurde entwickelt, um SAT>IP -Client-Geräten die Kommunikation mit SAT>IP -Servern zu ermöglichen.
Das SAT>IP -Protokoll ist ein Remote-Tuner-Protokoll und baut auf bestehende Protokolle wie IP und UPnP, RTSP und HTTP auf, die gegebenenfalls mit Erweiterungen versehen wurden.
Das SAT>IP -Protokoll lässt sich in eine Mediaebene und eine Steuerebene einteilen. Auf der Mediaebene produziert der SAT>IP -Server Media-Streams in Unicast- oder Multicast-RTP/UDP.
Auf der Steuerebene fordern Clients den Zugriff auf Satelliten-, Transponder- und MPEG-Streams über RTSP oder HTTP an. Nur die Transportstrom-Pakete, die für die angeforderte TV-Übertragung benötigt werden, werden über das IP-Netzwerk versendet.
Am 24. März 2014 wurde das SAT>IP -Protokoll durch die CENELEC als Europäische Norm unter der Bezeichnung „EN 50585:2014“ ratifiziert und am 23. Mai 2014 publiziert.

### Verschlüsselte Pay-TV-Übertragung
Verschlüsselte Pay-TV-Streams werden durch einige SAT>IP -Hardware-Clients unterstützt (integrierter CI/CI+ -Slot im Client). Beispiele für solche Clients sind dabei Fernseher von Panasonic oder der Volksbox Receiver von Inverto. Bei SAT>IP -Software-Clients können verschlüsselte Pay-TV-Streams nicht angezeigt werden. Eine Ausnahme trifft für die SAT>IP -kompatible Kopfstation von Digital Devices zu, hier kann der im SAT>IP -Server integrierte CI-Slot an einen SAT>IP -Software-Client weitergegeben werden (Beispiel-Client: DVBViewer). Diese Kommunikation erfolgt jedoch außerhalb der aktuellen SAT>IP -Spezifikation 1.2.
Auch bei SAT>IP -Clients wird der Pay-TV-Content durch die Strecke (Teilnehmer-Karte -> CAM (Conditional-Access-Modul) -> CI/CI+ -Slot) entschlüsselt. Dabei wird der Content verschlüsselt an den Client gesendet und erst dort erfolgt die Entschlüsselung durch den Client.

### Probleme
Wenn mehrere SAT>IP -Clients dasselbe (Fernseh-)Programm anfragen und der SAT>IP -Server den Datenstrom per Multicast verschickt, so fallen viele WLAN-Basisstationen gemäß WLAN-Spezifikation auf einen speziellen Multicast-Modus zurück, der ein besonders sicheres Versenden garantieren soll. Für diesen Modus ist eine Brutto-Datenrate von nur 6 MBit/s vorgesehen, was selbst für ein SD-Programm nicht ausreichend ist. Daher lässt sich in neueren WLAN-Basisstationen (sowie in manchen Routern) einstellen, dass Multicast-Pakete von ihnen in Unicast-Pakete gewandelt werden sollen (für jeden einzelnen der Empfänger). Dies vervielfacht zwar das Übertragungsvolumen, erlaubt einer WLAN-Basisstation aber, im (sehr viel) schnelleren Unicast-Modus zu bleiben, in dem jeder Client dann mit ausreichender Bandbreite versorgt werden kann.

## Produkte

### SAT>IP-Server-Produkte
Das erste zertifizierte SAT>IP -Gerät, das auch tatsächlich verkauft wird, ist der IDL400S-Multibox-Server von Inverto. Die Linux-basierte Box kann aus den Satellitensignalen bis zu vier ausgewählte TV-/Radio-Programm-Datenströme gleichzeitig an maximal vier gleichzeitig anfordernde Benutzer-PCs, Smartphones, Smart-TVs, Spielekonsolen oder angeschlossene Videogeräte über ein drahtgebundenes oder drahtloses Heimnetzwerk übergeben. Dieser Umsetzer unterstützt auch das DLNA-Protokoll.
Der Zinwell ZIM-1800 SAT>IP -Switch/-Server ist das zweite Gerät, das nach SAT>IP zertifiziert wurde.
Weitere SAT>IP -Produkte, die im Jahr 2012/13 vorgestellt wurden, sind die Triax-TSS400-Server, Grundig-SAT-Systems GSS.box Typ DSI 400, Schwaiger-MS41IP- + -MS51IP-Server mit DSR41IP-Client-Empfänger, Telestar-Digibit-R1-Server mit Digibit-B1-Client-Empfänger, der AMS-IP-Router der ASTRO-Strobel-GmbH und von Blankom die SIA-108, eine professionelle Kopfstation.
Im Mai 2015 stellten SES und die koreanische Firma „I DO IT Co.“, der Hersteller der „SELFSAT“ Panelantennen, die erste Flachantenne mit integriertem SAT>IP -Server vor.

### SAT>IP-Clients
- Smartphones und Tablet-Computer (durch entsprechende Apps wie Elgato (kostenpflichtig) oder VLCPlayer (Freeware))
- DLNA-kompatible Settop-Boxen
- Fernsehgeräte mit fest integriertem SAT>IP -Client
- UPnP/DLNA-kompatible Fernsehgeräte (nur wenn der SAT>IP -Server auch HTTP-Streaming beherrscht und ein Codec beim Client verfügbar oder lizenziert ist)
- PCs (durch entsprechende Programme wie: Windows-Media-Player, VLC media player, TVersity, DVBViewer, Boxee oder Kodi)
- einige Spielkonsolen

Auch einige HDMI-Sticks gestatten die Nutzung der Sat-over-IP-Technik und können somit ältere Fernsehgeräte für diese Empfangsart nachrüsten.

### IP-LNB
Die SES gab bekannt, dass ein IP-LNB entwickelt wurde, der direkt IP-Signale liefert und insgesamt bis zu acht Kanäle von jedem beliebigen Transponder einer Orbitalposition bereitstellt. Diese Kanäle können direkt per IP-Unicast oder -Multicast an ortsfeste und mobile Geräte weitergeleitet werden.
Der IP-LNB wurde in Zusammenarbeit mit dem OEM-Hersteller FTA Communications S.a.r.l unter der Marke „Inverto“ entwickelt und trägt die Bezeichnung “iLNB 8 channel SAT>IP LNB with PoE Adapter”. Mit acht integrierten DVB-S(2)-Tunern können doppelt so viele Bouquets empfangen werden, wie bei marktüblichen SAT>IP -Servern. Die Stromversorgung erfolgt per Power-Over-Ethernet-Adapter über das Netzwerkkabel.
Die Triax gab bekannt, dass ein IP-LNB entwickelt wurde.

### SAT>IP-kompatible Kopfstationen für DVB-C und DVB-T
Inzwischen sind auch zu Sat-over-IP-kompatible Kopfstationen entwickelt worden, die anstelle von Satellitenfernsehen digitales Kabelfernsehen (DVB-C) oder digitales terrestrisches Fernsehen (DVB-T) in das SAT>IP -Protokoll umsetzen.